# Andy North
Andy Stewart North (Thorpe (Wisconsin), 9 maart 1950) is een Amerikaanse golfprofessional.

## Amateur
Andy North heeft in 1969 het Wisconsin Amateur en in 1971 het Western Amateur gewonnen.

## Professional
In 1971 werd hij professional en sinds 1973 speelde hij op de Amerikaanse PGA Tour. Hij won slechts eenmaal: de American Express Westchester Classic in 1977. In 1993 kreeg hij medische problemen. Hij onderging zes knie-operaties en werd behandeld voor huidkanker. Hij is toen tv-commentator geworden totdat hij op de Champions Tour ging spelen.

Zijn naam is in Nederland niet erg bekend, hoewel hij een van de negentien spelers is die het US Open tweemaal won, in 1978 op Cherry Hills CC in Colorado en in 1985 op Oakland Hills CC in Birmingham.
Sinds 2000 speelt hij op de Seniors Tour, waar hij inmiddels ruim tien top 10-resultaten heeft geboekt.

## Gewonnen
- 1977: American Express Westchester Classic
- 1978: US Open
- 1985: US Open

## Teams
- World Cup: 1978
- Ryder Cup: 1985, 2014 (vice-captain)
- Liberty Mutual Legends of Golf: 2001 en 2002 met Jim Colbert, 2005, 2006. 2007 en 2008 met Tom Watson.

## Trivia
- 1985 Oakland Hills: de laatste partij wordt gespeeld door T.C. Chen en Andy North, die bij de start twee slagen achter staat. Op de tweede hole (par 5) slaat TC zijn bal met de tweede slag in de hole, maar die fantastische gebeurtenis wordt op de vijfde hole (par 4) overschaduwd. Daar komt zijn tweede slag niet op de green maar in diep gras. Hij gebruikt een wedge om naar de green te gaan maar die raakt de bal twee keer. Dit geeft TC Chen de bijnaam Two Chip. Andy North wint het US Open.
- Andy North heeft een aantal golfbanen ontworpen, waarvan drie in Wisconsin.
- Hij heeft een autobiografisch boek geschreven: The Long And Short Of It.